# العلاقات الأفغانية الكورية الشمالية
العلاقات الأفغانية الكورية الشمالية هي العلاقات الثنائية التي تجمع بين أفغانستان وكوريا الشمالية.

## مقارنة بين البلدين
هذه مقارنة عامة ومرجعية للدولتين:
| وجه المقارنة                                              | أفغانستان                    | كوريا الشمالية                        |
| --------------------------------------------------------- | ---------------------------- | ------------------------------------- |
| المساحة (كم2)                                             | 652.23 ألف                   | 120.54 ألف                            |
| عدد السكان (نسمة)                                         | 34.94 مليون                  | 25.49 مليون                           |
| الكثافة السكانية (ن./كم²)                                 | 53.57                        | 211.47                                |
| العاصمة                                                   | كابل                         | بيونغيانغ                             |
| اللغة الرسمية                                             | اللغة البشتوية، اللغة الدرية | لغة كوريا الشمالية القياسية ‏          |
| العملة                                                    | أفغاني                       | وون كوري شمالي                        |
| الناتج المحلي الإجمالي (بليون دولار)                      | 20.82 مليار                  |                                       |
| الناتج المحلي الإجمالي (تعادل القوة الشرائية) بليون دولار | 62.62 مليار                  |                                       |
| الناتج المحلي الإجمالي الاسمي للفرد دولار أمريكي          | 594                          |                                       |
| الناتج المحلي الإجمالي للفرد دولار أمريكي                 | 1.93 ألف                     |                                       |
| مؤشر التنمية البشرية                                      | 0.479                        |                                       |
| رمز المكالمات الدولي                                      | +93                          | +850                                  |
| رمز الإنترنت                                              | .af                          | .kp                                   |
| المنطقة الزمنية                                           | ت ع م+04:30                  | ت ع م+08:30، ت ع م+08:30، ت ع م+09:00 |

## منظمات دولية مشتركة
يشترك البلدان في عضوية مجموعة من المنظمات الدولية، منها:
| علم المنظمة | اسم المنظمة              | تاريخ انضمام أفغانستان | تاريخ انضمام كوريا الشمالية |
| ----------- | ------------------------ | ---------------------- | --------------------------- |
|             | الاتحاد الدولي للاتصالات | 12 أبريل 1928          | ?                           |
|             | الاتحاد البريدي العالمي  | ?                      | ?                           |
|             | يونسكو                   | 4 مايو 1948            | 18 أكتوبر 1974              |
|             | الأمم المتحدة            | 19 نوفمبر 1946         | 17 سبتمبر 1991              |

## وصلات خارجية
- موقع وزارة الخارجية الأفغانية
- موقع وزارة الخارجية الكورية الشمالية